# Jerome (Idaho)
Jerome ist eine Stadt in Idaho. Sie ist die größte Stadt und der Verwaltungssitz (County Seat) des Jerome County. Das US Census Bureau hat bei der Volkszählung 2020 eine Einwohnerzahl von 12.349 ermittelt. Sie ist die zweitgrößte Stadt in Idahos Magic Valley Region, an zweiter Stelle nach Twin Falls, das 10 Meilen südöstlich gelegen ist. Jeromes Wirtschaft ist weitgehend agrarisch geprägt, wobei die Milchproduktion eine der Haupteinnahmequellen für die lokale Wirtschaft ist.

## Demografie
Nach einer Schätzung von 2019 leben in Jerome 11.994 Menschen. Die Bevölkerung teilt sich 2017 auf in 61,3 % nicht-hispanische Weiße, 2,8 % Afroamerikaner, 0,3 % amerikanische Ureinwohner, 0,3 % Asiaten, 0,1 % Sonstige und 1,4 % mit zwei oder mehr Ethnizitäten. Hispanics oder Latinos aller Ethnien machten 36,9 % der Bevölkerung aus. Das mittlere Haushaltseinkommen lag bei 40.066 US-Dollar und die Armutsquote bei 19,9 %.
| Jahr | Einwohner¹ |
| ---- | ---------- |
| 1950 | 4.523      |
| 1960 | 4.761      |
| 1970 | 4.183      |
| 1980 | 6.891      |
| 1990 | 6.529      |
| 2000 | 7.780      |
| 2010 | 10.890     |
| 2020 | 12.349     |

¹ 1950 – 2020: Volkszählungsergebnisse

## Söhne und Töchter der Stadt
- William Royer (1920–2013), Politiker